# スタームルガー LCR
スタームルガー LCR（英：Sturm Ruger LCR）は、2009年にアメリカのスターム・ルガー社が開発した回転式拳銃である。
なお、『LCR』とは『Lightweight Compact Revolver（軽量小型リボルバー）』の頭文字を取ったものである。

## 特徴
2009年に発表され、2010年から生産されている小型のリボルバーである。
作動方式は、スミス&ウェッソン社のS&W M40 センティニアルの様にハンマーがフレーム内に収められたダブルアクションオンリーとなっており、トリガーは独自の摩擦軽減カム機構によってフィーリングを向上。使用弾薬においては、上記の通り様々な弾薬を使用出来るモデルがあり、最も基本的な.38スペシャル弾を使用するモデルは強装弾にも対応しており、現在では.38口径より小口径ながら.357マグナム弾に匹敵する程の威力を持つ.327フェデラル・マグナム弾を使用するモデルも登場している。
各部はスタンダードの場合、肉抜きされたフルーテッドシリンダー（回転輪胴）はステンレス鋼、フレームにマットブラックフィニッシュのアルミニウム合金とポリマーを多用して大幅に軽量化している。また、グリップはホーグ社製の短めなラバーグリップ。サイトはフロントサイトが抜き撃ちに向いたランプタイプ、リアサイトが引っ掛かる部分が少なく同じく抜き撃ちに向くスリットタイプである。右側面にレーザーポインターを装備したクリムゾントレース・モデルもある。

## バリエーション
スタンダード
ダブル・アクションオンリーの小型な基本モデル。銃身長は全て約1.87インチ。
ディストリビューター・エクスクルーシヴス
業者向けの特別仕様モデルで、大量に安価で購入する事で特定の地域で販売されるが、スタンダードと差別化するために業者毎にグリップやフレーム等のカラーリングが変更されている。それ以外の仕様はスタンダードと同様である。
LCRx
小振りなハンマーが露出したシングル・アクションでの射撃も可能なモデル。ハンマー以外はスタンダードと同様の小型のモデルに加え（使用弾薬は.38スペシャル弾、.327フェデラル・マグナム弾、9x19mm パラベラム弾のモデルがそれぞれ存在）、.38スペシャル弾（小型モデルと同様）、.22LR弾、.22WMR弾、.357マグナム弾を使用するモデルの中にはフレームトップの厚みが増し、リアサイトは上下左右の調整が可能なアジャスタブルサイトとなり、グリップ、銃身長（3インチ）共に延長された中型モデルも存在。